# Jean-Marie Amani
Jean-Marie Landry Asmin Amani (n. 15 aprilie 1989, Achiékoi, Coasta de Fildeș), cunoscut ca Jean-Marie Amani, este un fotbalist francez de origine ivoriană, care a evoluat la clubul Zimbru Chișinău în Divizia Națională, pe postul de mijlocaș.

## Palmares
Zimbru Chișinău
- Cupa Moldovei (1): 2013–14
- Supercupa Moldovei (1): 2014